# كارل إسبن
كارل إسبن (بالنرويجية البوكمول: Carl Espen Thorbjørnsen)‏ هو موسيقي وكاتب أغاني ومغني نرويجي، ولد في 15 يوليو 1982 في برغن في النرويج.

## وصلات خارجية
- الموقع الرسمي
- كارل إسبن على موقع ميوزك برينز (الإنجليزية)
- كارل إسبن على موقع ديسكوغز (الإنجليزية)